# 港式快餐

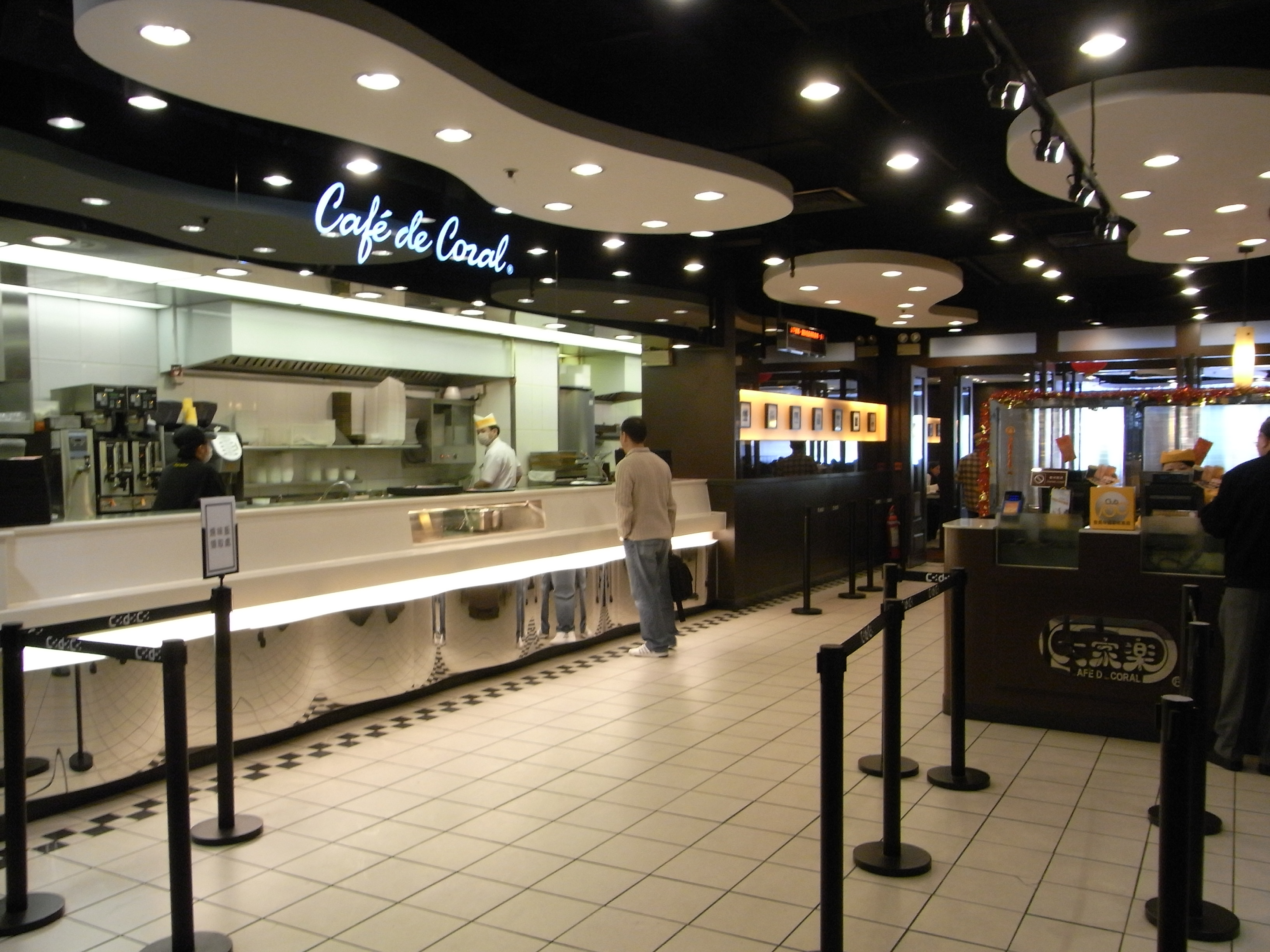
典型港式快餐店的收銀處（右）及取餐處（左）

港式快餐是源於香港的快餐文化，約於1960年代後期出現，其興起和普及與香港經濟在1960年代快速發展息息相關。港式快餐店與美式快餐店在運作上有不少差異，而食品和飲品的類型則比照茶餐廳。香港三大快餐集團大家樂、大快活和美心MX均是港式快餐的代表。

## 歷史發展
1960年代香港較具規模的工廠及企業會設立飯堂供應職工午膳，也有分層工廠大廈在內部設置食堂，專供午飯予工廠大廈內的職工。此外，當年流行一種專包伙食的公司，這類承包伙食服務的公司會在午飯時間將煮好的飯菜直接送到客戶的辦公處，客戶通常以月費模式購買這類公司的伙食服務，由於商業辦公室及零售商店的工作地點較少設有飯堂，會較多選用這類將飯菜送上門的服務。
1960年代中後期香港經濟發展迅速，銀行業興起，貿易及金融服務行業也快速發展，白領職位增加，生活節奏變得急速。由於在商業區的商業大廈不同於在工廠區的工廠大廈，當年的商業大廈內甚少會設有飯堂，在商廈辦公室的員工在午膳時間若不是自備午餐，除了訂購包伙食公司的服務之外，就是光顧在街上的食店，外賣及快餐開始萌芽。1968年，大家樂開業，為香港首家售賣港式飯菜的快餐店；1970年代初，美心快餐店和大快活相繼開業，1973年第一間美式快餐店肯德基曾登陸香港，其後捲土重來；1975年，美式快餐集團麥當勞在香港設舖。此後，美式和本地的快餐店因應急速的生活節奏而蓬勃發展。這種只爲裹腹的快速飲食模式，成爲了香港人生活的一部分。
其它如即食麵、薄餅都是大受歡迎的速食食品。現在，即食食品更進軍傳統食品市場，點心、雲吞、甜品、粥、飯都在工廠製造，運往超級市場和便利店發售。

## 特色
香港的快餐店揉合了傳統中式飲食和西方飲食的文化、香港茶餐廳的元素和香港獨特的飲食文化，與一般美式快餐店有以下差異：
- 菜單並不固定，部份類別的食物每天均推出不同款式。
- 主餐是中西兼備，中式以碟頭飯為主，西式則有如扒類、意大利粉、三文治和沙律等，餐湯一般稱為例湯，分為「中湯」和「西湯」，前者分為滾湯和老火湯，後者則主要是羅宋湯、忌廉湯和忌廉蘑菇湯。
- 收銀處和取餐處通常分開；顧客要先在收銀處購票，然後將票交到取餐處取用食物，或依據票上的編號拿取食物（主要是即做及需時等候製作的餐點），使用票號分流的方法近年亦已被美式快餐所採用。
- 取餐處通常分開兩個，燒味專櫃通常會另設置為獨立取餐處；原本只有美心快餐（美心MX前身）有燒味售賣，後來大家樂和大快活陸續效法。
- 部份食物即叫即做，須持取食物的票據在取餐處交換成號碼牌，再等待一段時間直至取餐處人員叫號，方可憑號碼牌取用食物；現在則多將等候的號碼列印在取餐的票據上，故無須交換成號碼牌。

港式快餐從前比較著重「快」，因此食物大多已預先烹调熟，再加熱保溫等待客人取用。時至今日，為迎合健康飲食潮流，港式快餐已轉變為著重食物品質及營養，食物大多不會預先烹調，而是有客人付款購票後才開始烹調，因此食物會較新鮮可口，品質也比較高，同時節省成本和避免造成浪費（減少賣不去的食物）。另外，快餐店的裝潢也比從前講究，以凸顯高尚品味及當代城市生活節奏；加上近年快餐店推出火鍋、鐵板餐等食品類型，使得顧客留在快餐店的時間較長，也因為到快餐店用膳十分方便而使顧客願意較多光顧快餐店。
部分港式快餐店更提供團體派對訂餐服務、新春盆菜和其他節慶食品等。

## 食品

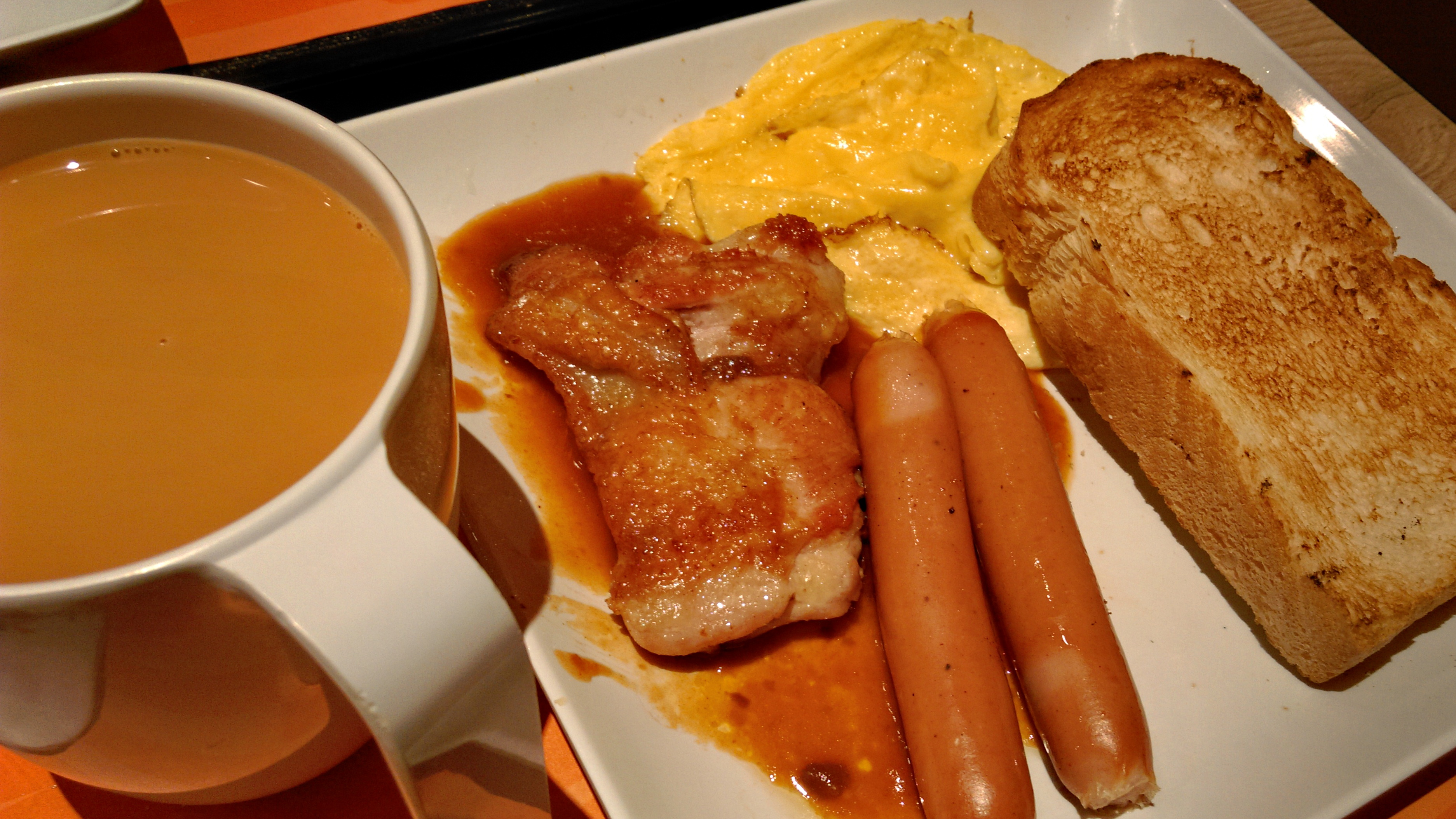
港式快餐店的早餐

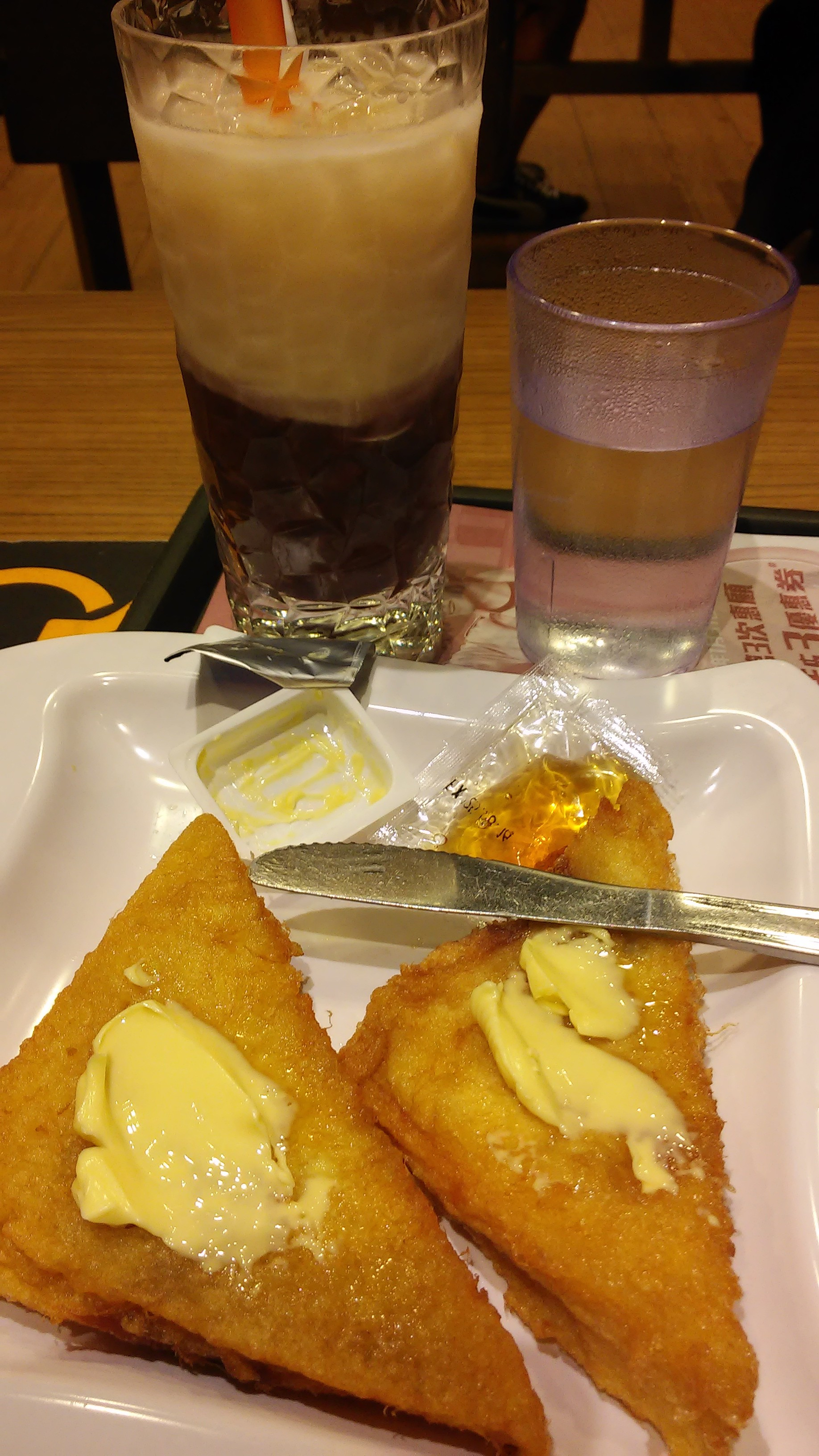
港式快餐店的下午茶

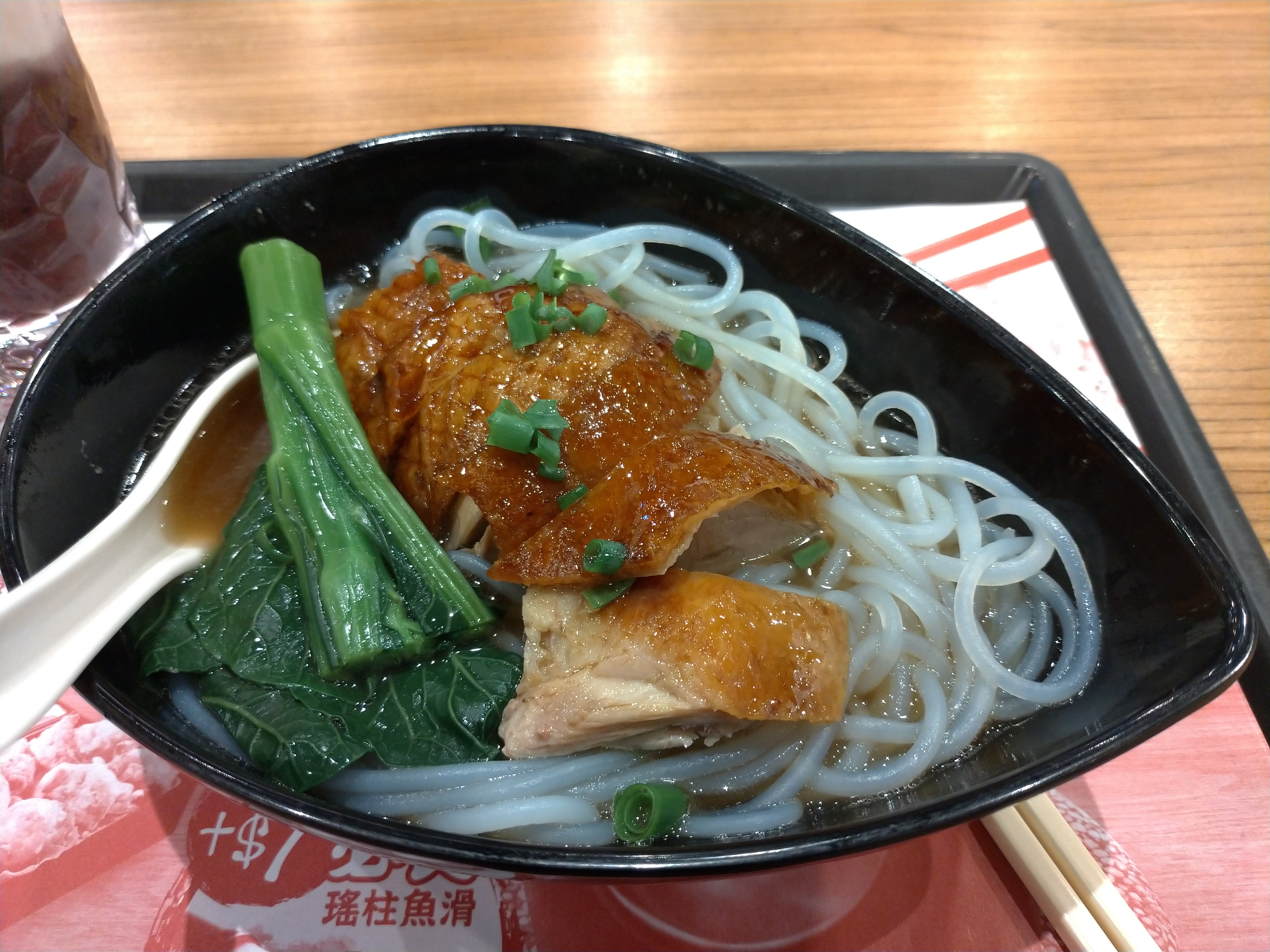
下午茶時間的燒鴨瀨粉

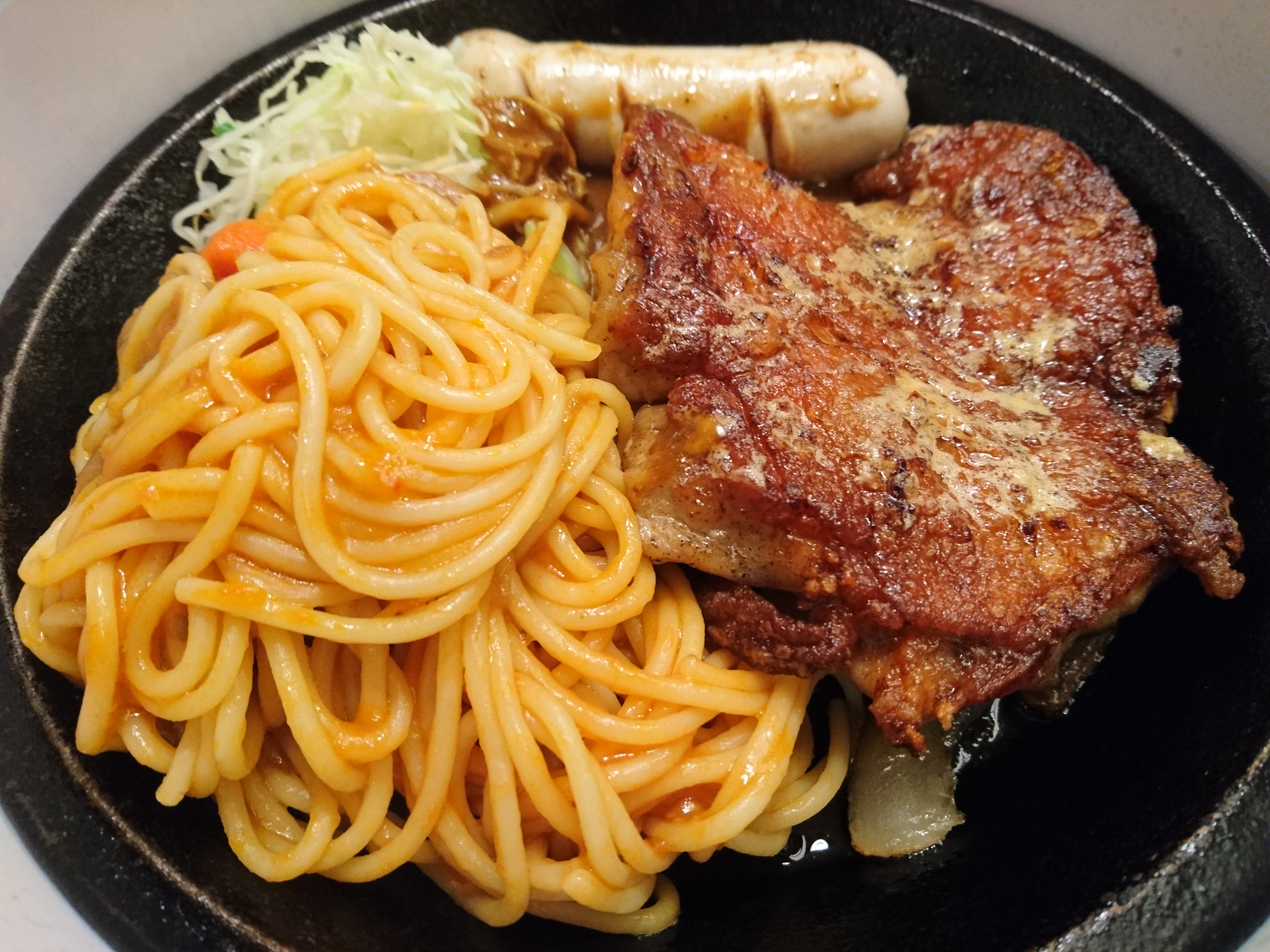
港式快餐店購得的雞扒意粉

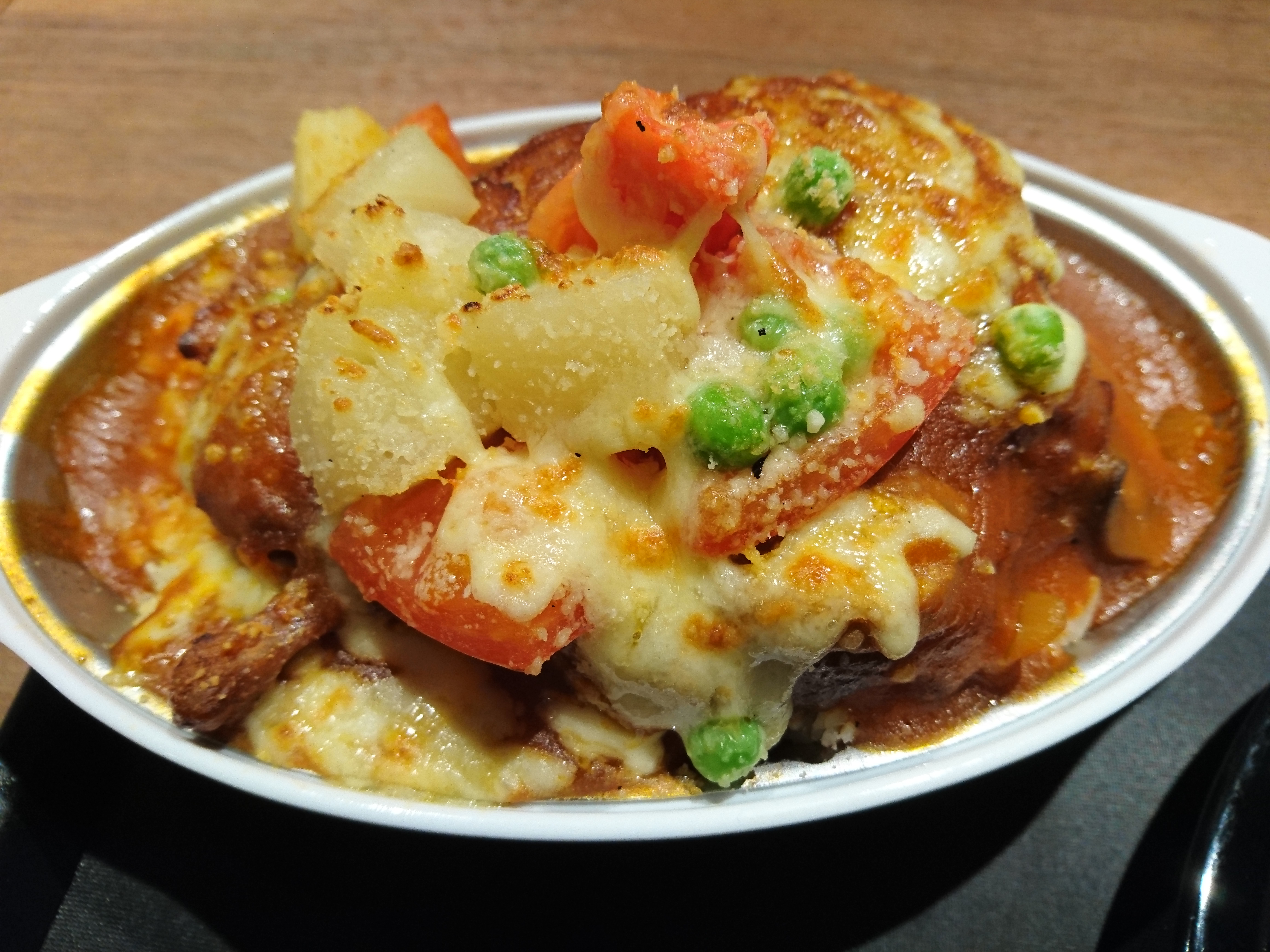
港式快餐店時常會供應焗豬扒飯

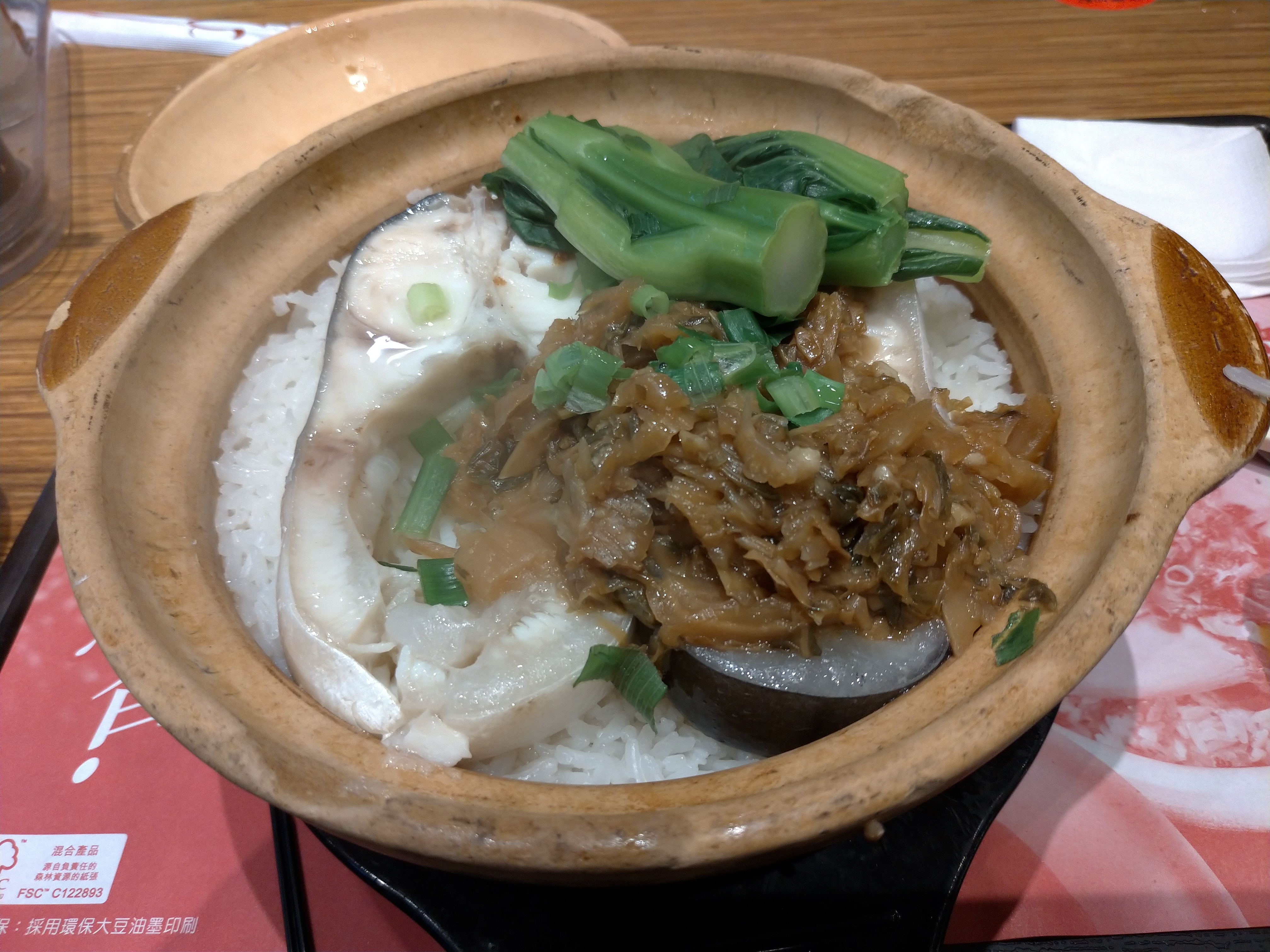
港式快餐店在秋冬季於午市及晚市供應的煲仔飯

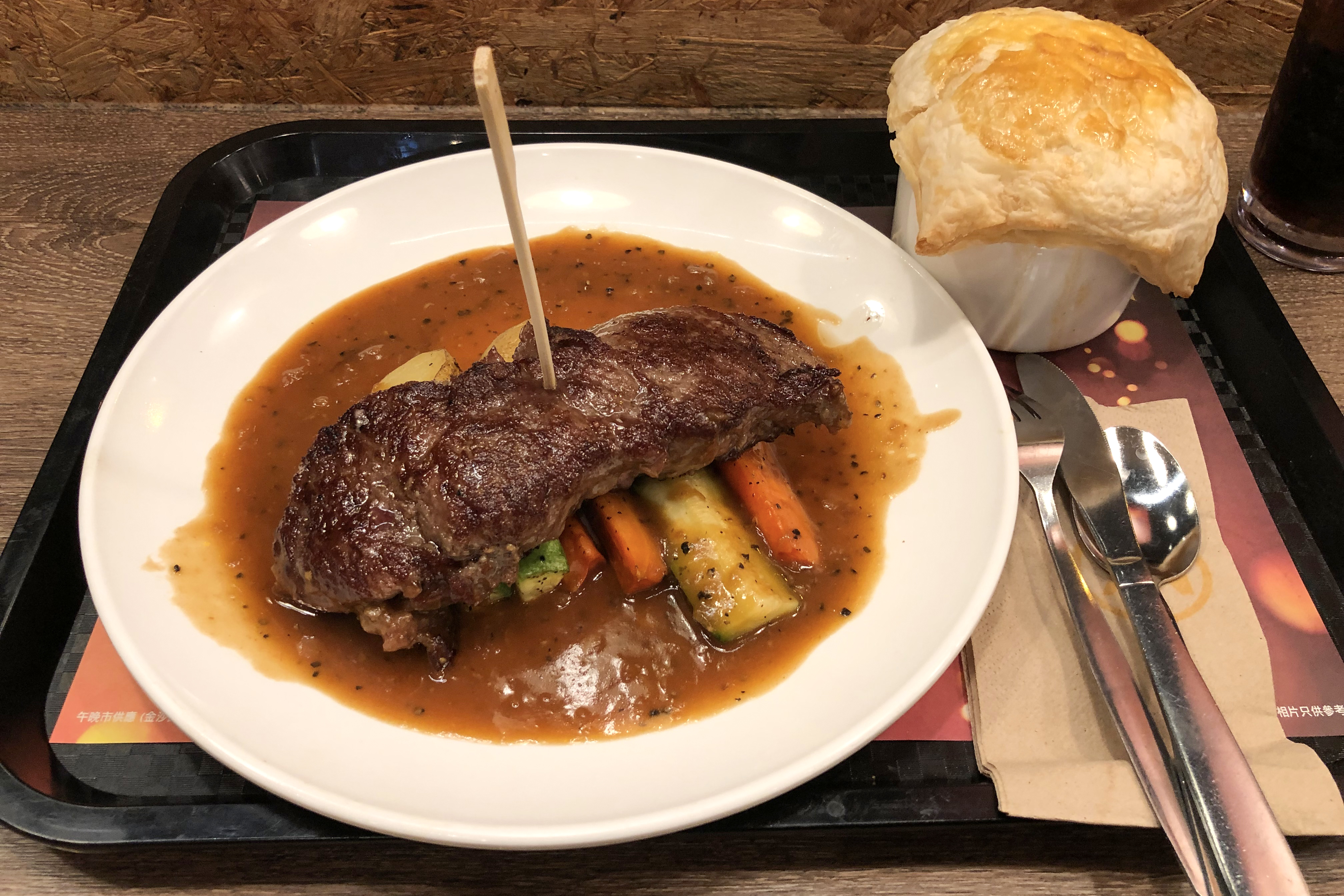
晚市供應的扒餐

香港的快餐店所供應的食品與茶餐廳大致上也是差不多。以下為港式快餐店常見菜式：
早餐（上午11時前）
- 扒餐（通常是以下三類各選一款）：
  - 雞扒、薄牛扒、吉列豬扒、吉列魚柳
  - 腸仔、煎蛋、炒蛋、火腿、餐肉、煙肉
  - 多士、煎蘿蔔糕
- 三文治
- 牛奶麥皮
- 粥
- 豉油皇炒麵、炒米粉
- 糯米雞
- 點心拼盤
- 湯麵、湯米粉

午餐（上午11時至下午2時）
- 燒味飯（叉燒、燒肉、切雞、油雞、燒鴨等）
- 扒飯（雞扒、牛扒、豬扒 或龍脷柳等）
- 小菜配白飯（粟米魚塊、蒸肉餅）
- 咖喱飯 （咖哩雞、咖哩牛腩、咖哩豬扒、咖哩魚塊等）
- 焗飯（焗豬扒飯、焗雞皇飯等；焗意粉（焗蕃茄肉醬意粉、焗白汁雜菜意粉等）
- 海南雞／鹽焗雞飯
- 上海排骨菜飯

下午茶（下午2時至傍晚6時）
- 燒味飯（叉燒、燒肉、切雞、油雞、燒鴨等），但份量較午晚餐小。
- 西多士
- 蜜糖燒雞翼
- 炸／燒／豉油王雞髀
- 吉列豬排
- 熱狗、奶油豬
- 春卷、咖喱角
- 沙律
- 公司三文治
- 碗仔翅
- 燒味瀨粉、河粉、米粉
- 湯麵、湯米粉

晚餐（下午6時後）
- 因為晚飯時段的客人比午市時間較願意等候上菜，晚市會有較多即做即炒的餐點，也有不少食品與午飯時間相似，部分餐點會配上飲品或例湯成為套餐，但售價會較午飯時間貴。
- 即炒粉麵飯（乾炒牛河、瑞士汁炒牛河、星洲炒米、鴛鴦炒飯、揚州炒飯、福建炒飯）
- 鐵板餐
- 小菜套餐
- 冬瓜盅（通常在夏季供應）
- 煲仔飯、生炒糯米飯（通常在秋冬供應）
- 一人火鍋（過往只在秋冬供應，現在夏季也有提供）

## 港式快餐店
大家樂、大快活和美心MX是香港三大港式連鎖快餐集團，分店分佈全港各區，顧客來自不同階層。

## 外部連結
- 香港旅遊發展局：港式快餐